# 2016년 대한민국의 영화
다음은 2016년에 대한민국의 영화에 관한 서술한다.

## 박스 오피스
2016년 대한민국 내에서 개봉한 영화를 대상으로 한 대한민국 박스오피스 순위이다. 위쪽 순위와는 달리 대한민국 개봉일 기준으로 2016년 내에 개봉한 영화를 등재한다.
2016년 천만 관객 영화는 한 편으로, 7월 20일에 개봉한 《부산행》 (1156만 명)이다. 할리우드 영화 중에서는 <캡틴 아메리카:시빌 워> (867만 명)와 <닥터 스트레인지> (544만 명)이 10위권에 들었으며, 나머지는 모두 한국 영화였다. 따라서 한국영화 편수가 개봉편수 337편, 상영편수 677편으로 크게 늘었다.
| 순위 | 제목                       | 개봉일자  | 매출액 (원)    | 관객수 (명) | 비고 |
| ---- | -------------------------- | --------- | -------------- | ----------- | ---- |
| 1    | 《부산행》                 | 7월 20일  | 93,178,283,048 | 11,565,479  |      |
| 2    | 《검사외전》               | 2월 3일   | 77,320,403,264 | 9,707,581   |      |
| 3    | 《캡틴 아메리카: 시빌 워》 | 4월 27일  | 72,672,111,827 | 8,677,249   |      |
| 4    | 《밀정》                   | 9월 7일   | 61,269,783,831 | 7,500,420   |      |
| 5    | 《터널》                   | 8월 10일  | 57,529,484,417 | 7,120,508   |      |
| 6    | 《인천상륙작전》           | 7월 27일  | 55,101,410,303 | 7,049,643   |      |
| 7    | 《럭키》                   | 10월 13일 | 56,444,461,256 | 6,975,290   |      |
| 8    | 《곡성》                   | 5월 12일  | 55,863,520,382 | 6,879,908   |      |
| 9    | 《덕혜옹주》               | 8월 3일   | 44,393,828,109 | 5,599,229   |      |
| 10   | 《닥터 스트레인지》        | 10월 26일 | 47,481,830,396 | 5,446,239   |      |

## 이벤트 및 수상

### 1분기
- 제7회 올해의 영화상

### 2분기
- 제2회 들꽃영화상
- 제52회 백상예술대상
- 제17회 전주국제영화제
- 제21회 춘사영화상

### 3분기
- 제19회 부천국제판타스틱영화제

### 4분기
- 제21회 부산국제영화제
- 제25회 부일영화상
- 제53회 대종상 영화제
- 제36회 한국영화평론가협회상
- 제37회 청룡영화상
- 제13회 제주영화제
- 제36회 황금촬영상
- 제16회 부산영화평론가협회상
- 제16회 올해의 여성영화인상
- 제2회 한국영화제작가협회상
- 제18회 올해의 독립영화상
- 제16회 디렉터스 컷 시상식
- 송년호 발행 : 씨네21 영화상

## 같이 보기
- 2016년 영화
- 대한민국의 영화